# More Than This (canção de One Direction)
"More than This" (em português: Mais do que isso) é uma canção da banda britânica-irlandesa One Direction, extraído de seu álbum de estreia Up All Night. A canção foi escrita por Niall Horan, com a produção dirigida por Brian Rawling e Meehan Paulo. "More Than This" é uma balada pop acústica. Ele foi confirmado como o quarto single do álbum de estreia, a ser lançado em 17 de junho de 2012.
Depois do lançamento do Up All Night a canção conseguiu entrar na tabela inferior da Austrália. A letra gira em torno de relacionamento não bem sucedido.

## DVD vídeo
A gravadora Sony Music deu a notícia via Twitter em 9 de maio de 2012. Eles confirmaram que um videoclipe da música extraído do DVD Up All Night: The Live Tour e que a estréia seria no programa Today Show da Austrália. O vídeo estreou em 11 de maio de 2012.

## Lista de faixas
- Download digital no iTunes - EP

| N.º | Título                            | Duração |  |
| 1.  | "More Than This"                  | 3:49    |  |
| 2.  | "More Than This (Live)"           | 4:08    |  |
| 3.  | "What Makes You Beautiful (Live)" | 3:44    |  |
| 4.  | "Gotta Be You (Live)"             | 4:00    |  |
| 5.  | "Up All Night (Live)"             | 3:48    |  |

## Paradas musicais
| Paradas (2012)                  | Melhor posição |
| ------------------------------- | -------------- |
| Irlanda - (IRMA)                | 42             |
| Reino Unido - UK Singles Charts | 89             |
| Austrália (ARIA)                | 49             |